# Connaisseur

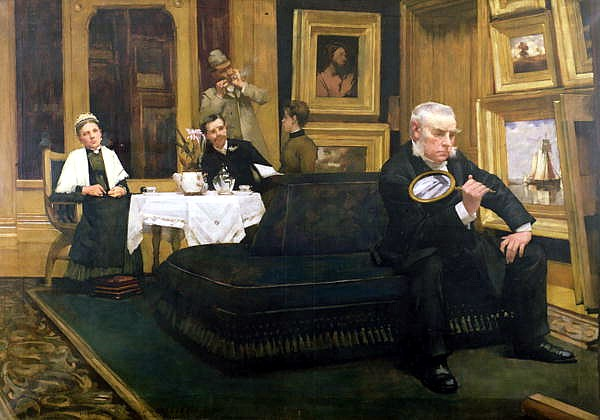
Henry Herbert La Thangue - The Connoisseur (1887). Um connaisseur estudando uma pintura.

Connaisseur (literalmente "conhecedor") é um estrangeirismo francês, termo derivado do francês antigo connoistre — posteriormente connaître, carrega consigo a ideia de um saber fundado tanto na experiência quanto na intimidade perceptiva com o objeto de estudo. Tradicionalmente associado à figura do erudito versado nas artes, na gastronomia, nos vinhos e em outras expressões do gosto refinado, o connaisseur distingue-se por sua capacidade de julgar com autoridade e discernimento aquilo que escapa ao mero conhecimento técnico ou documental. A forma connoisseur é inglesa, com o uso mais antigo em A Fábula das Abelhas (1714) de Mandeville, uma provável adaptação a partir do empréstimo do francês antigo connoiseor, não sendo considerado um falso galicismo.

## História
Germain Bazin afirma que o conceito de "conhecedor" estava presente no termo italiano conoscitore, distinguindo-se do professore, o profissional praticante da arte. Já no século XVII, na França, connaisseur se referia inicialmente àquele capaz de julgar uma obra literária e, posteriormente, obras de arte. No entanto, em francês, esse léxico tem uma conotação mais de amadorismo. Na Inglaterra, connoisseur ganhou um sentido para se referir ao profissional que podia julgar a atribuição e autenticidade de obras, devido à grande quantidade de cópias que começaram a se difundir na época. Foi a partir da palavra inglesa que surgiu o vocábulo connoisseurship, a aptidão em distinguir estilos, épocas e autores, termo esse que ganhou dimensão internacional. Em alemão, a palavra equivalente dessa especialidade é Kennerschaft.
Se a connoisseurship se institucionalizou, por assim dizer, a nível académico por volta de meados do século XIX, impondo-se durante um século como método dominante entre as diversas correntes de estudo da história da arte, ela existiu, no entanto, durante muito mais tempo, pelo menos desde o século XVI. Originariamente, o connaisseur, ou “perito” da arte, era o próprio artista: o maior exemplo para o século XVI é Vasari, que foi um excelente conhecedor e fez uso do seu olhar treinado e da sua excelente memória fotográfica na redação das Le vite de' più eccellenti pittori, scultori e architettori, texto em que demonstra, nas descrições das obras, uma profunda capacidade de identificar o estilo específico de cada artista. Vasari foi também o primeiro grande colecionador de desenhos, especialmente de artistas florentinos, iniciando com sua coleção uma prática comum a muitos apreciadores dos séculos seguintes.
No século XVII, com a difusão da prática do colecionismo artístico, a figura do conhecedor começou a se afirmar nas duas funções de colecionador (grandes conhecedores eram Vincenzo Giustiniani e Giulio Mancini) ou de especialista a serviço dos colecionadores: a essa categoria pertencia Filippo Baldinucci, que pessoalmente curou, encomendou e catalogou a coleção de desenhos do Cardeal Leopoldo de Médici, além de constituir sua própria coleção pessoal. No século XVIII, a disciplina da ciência apreciativa deu um grande salto rumo à sua afirmação como ciência exata, graças também ao empenho dos apreciadores, entre os quais Jonathan Richardson e Pierre Crozat, na publicação de numerosos ensaios sobre a prática e à difusão do «catálogo raisonné», um tipo de livro acompanhado de gravuras que permitia ao apreciador, pela primeira vez na história, estudar o estilo de obras que nunca tinha visto, através de reproduções.
Durante o século XIX, o desenvolvimento da fotografia aumentou muito as possibilidades dos apreciadores compreenderem diferentes estilos pictóricos por meio de reproduções muito mais fiéis do que as gravuras, embora com a limitação do preto e branco. Um dos primeiros usos científicos da fotografia no campo do conhecimento é atestado numa exposição de 1871 sobre Holbein, o jovem, em Dresden, onde, além da comparação física entre as duas Madona do burgomaestre Meyer, que permitiu aos conhecedores concluir o Holbeinstreit, ou seja, um debate acalorado sobre qual das duas obras era o original e qual a cópia, a possibilidade de examinar o estilo do pintor foi oferecida por uma série de reproduções das outras obras mais importantes, não presentes na exposição.
Na segunda metade do século XIX, dois grandes entendidos foram Morelli, criador de um “método científico de atribuição” de cunho positivista, baseado na observação da representação pictórica de alguns detalhes anatómicos como as orelhas e as mãos, chamados “motivos de assinatura”, e Giovanni Battista Cavalcaselle, defensor de um método de atribuição baseado mais numa impressão geral. Um seguidor do método morelliano foi Bernard Berenson, um dos mais famosos conhecedores entre os dois séculos.

## Connoisseurship

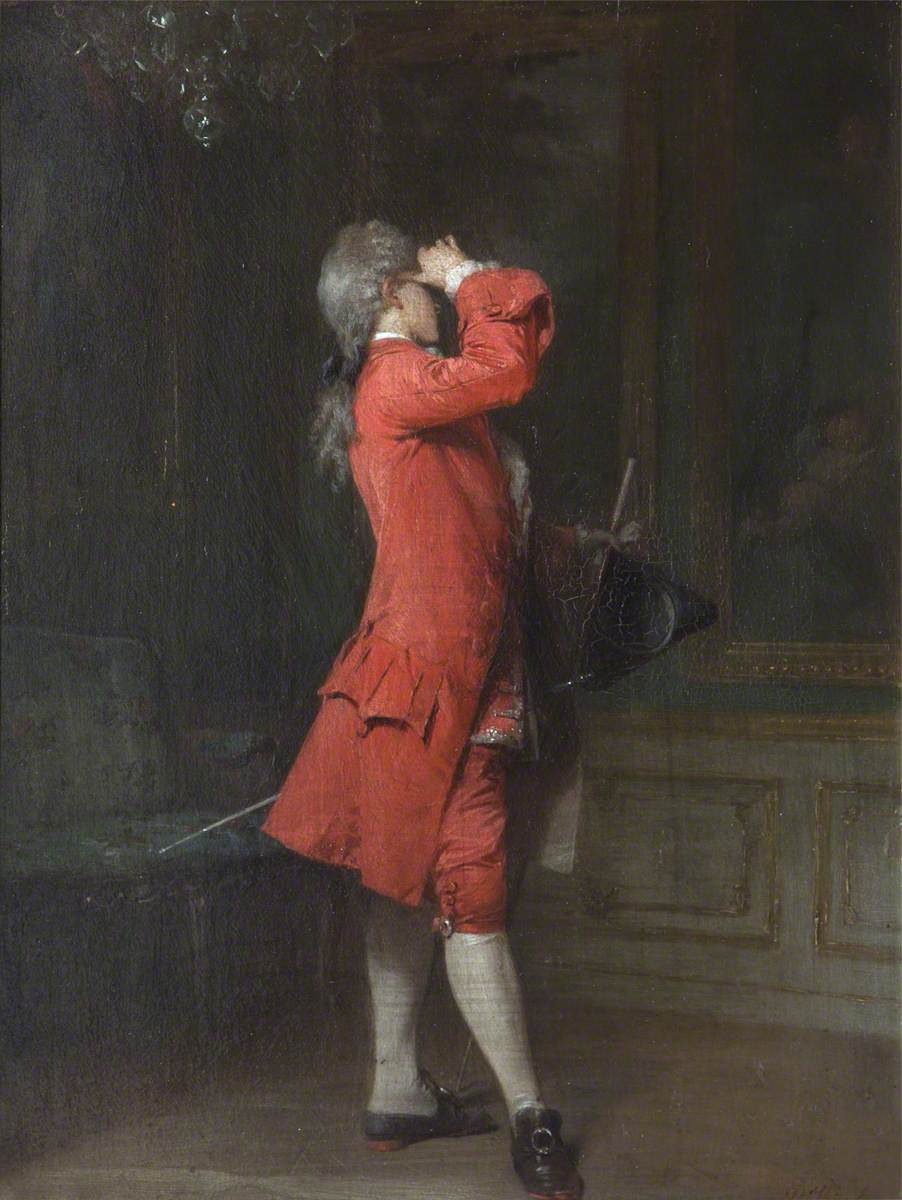
P. Karl - The Connoisseur - National Trust

No âmbito da história da arte, a connoisseurship — ou seja, o exercício do juízo experiente sobre obras de arte — constituiu, sobretudo até meados do século XX, um dos pilares fundamentais da crítica e da atribuição autoral. Essa prática, associada a nomes como Giovanni Morelli, Bernard Berenson e, nos Estados Unidos, Paul J. Sachs, baseia-se na análise minuciosa de elementos formais e estilísticos (tais como o traço do pincel, o tratamento anatômico ou a fatura pictórica), muitas vezes na ausência de provas documentais. Ao identificar um "traço de mão" ou uma "assinatura estilística" invisível a olhares não treinados, o connaisseur opera como uma espécie de leitor sensível da matéria artística.
Com o avanço das abordagens interdisciplinares, da museologia crítica e das ciências da conservação, a connoisseurship foi, em certos círculos, relativizado, acusado de subjetivismo ou elitismo. No entanto, nas instituições de arte — notadamente nos museus universitários como os Harvard Art Museums — essa competência continua a desempenhar um papel insubstituível, especialmente nos processos de autenticação, aquisição e montagem de acervos. O próprio Fogg Museum consolidou-se como um centro de excelência no ensino dessa prática, integrando a percepção sensível ao rigor metodológico.
Vale notar que, nos dias atuais, o termo connaisseur pode carregar um certo teor pejorativo ou irônico, denotando uma afetada sofisticação. Ainda assim, no campo profissional da arte, permanece como emblema de um tipo de saber que conjuga erudição, experiência visual acumulada e uma forma aguda de inteligência estética.
Refletir sobre o papel do connaisseur é, em última instância, revisitar a tensão entre técnica e sensibilidade, entre o saber objetivo e a experiência subjetiva — dimensões que continuam a informar, de modo crítico e complementar, as práticas curatoriais, historiográficas e museológicas.